# Phố Hàng Buồm
Phố Hàng Buồm (行帆) là một hàng phố nằm trong khu vực khu phố cổ Hà Nội. Khi người Pháp đặt chân lên Bắc Kỳ (1872), phố có tên tiếng Pháp là Rue des Voiles . Cũng thời đó, cư dân ở đây sống bên cạnh bờ sông Nhị Hà (tên ngày nay là sông Hồng) và sông Tô Lịch nên làm nhiều nghề liên quan đến sông nước. Sản phẩm chủ yếu là bị, giỏ, chiếu, buồm, mành… Từ năm 1954 đến nay phố được gọi bằng tên tiếng Việt là Hàng Buồm.

## Đặc điểm, Vị trí
Phố Hàng Buồm ngày nay thuộc phường Hàng Buồm, quận Hoàn Kiếm, thành phố Hà Nội. Phố nằm theo hướng Đông - Tây, trải dài gần 0,3 Km. Đầu phía Đông là ngã tư giao cắt với các phố Đào Duy Từ và Mã Mây. Đầu phía Tây giao cắt với các phố Hàng Ngang, Hàng Đường và Lãn Ông.
Hàng Buồm cách hồ Gươm về phía Bắc khoảng 400m và cách chợ Đồng Xuân về phía Nam khoảng 300m.

## Lịch sử
Hàng Buồm xưa thuộc phường Hà Khẩu (còn gọi là Giang Khẩu), tổng Hữu Túc, huyện Thọ Xương, nơi cửa sông Tô Lịch đổ vào sông Hồng. Đến thế kỷ 19, người Hoa Quảng Đông từ khu vực phố Hàng Ngang mở rộng đến tận đây, và dần dần thao túng cả phố. Hội quán Quảng Đông lập tại phố này.
Trước kia trên phố, cạnh đền Bạch Mã có chợ Bạch Mã, sau chợ này cùng với chợ Cầu Đông dồn về chợ Đồng Xuân.
Thời Pháp thuộc, phố có tên Rue des Voiles.

## Đặc trưng
Sản phẩm xưa kia của phố là các loại bị, túi, vỉ buồm, chiếu buồm... đan bằng mây, cói. Nguyên liệu được các thuyền chở vào tận sát phố, và cũng các thuyền ấy chở sản phẩm đi các khu vực khác. Sau người Hoa chiếm lĩnh phố thì các mặt hàng này dần biến mất. Hoa Kiều mở nhiều hiệu ăn ở phố này.
Ngày nay trên phố có nhiều cửa hàng bán bánh kẹo, hạt dưa hạt bí các loại, phong phú đa dạng. Cùng với đó là các loại rượu bia, nước giải khát. Các dịp Tết và Trung thu, nơi đây rất tấp nập.
Ngoài ra trên phố Hàng Buồm cũng có nhiều quán bán đồ ăn như thịt quay, bún, nộm... cũng có tiếng.

## Di tích
- Đền Bạch Mã, số 76 Hàng Buồm.
- Hội quán Quảng Đông, số 22 Hàng Buồm.
- Đình Tử Dương, số 8 Hàng Buồm.
- Đền Quan Đế, số 28 Hàng Buồm.